# Тхить Нят Хань
Тхить Нят Хань (вьет. Thích Nhất Hạnh, тьы-ном 釋一行, произносится: tʰǐk ɲə̌t hâːˀɲ,  слушать); также известен как Тит Нат Хан; в миру Нгуе́н Суа́н Ба́о (вьет. Nguyễn Xuân Bảo; 11 октября 1926, Тхыатхьен, Французский Индокитай — 22 января 2022, Хюэ) — вьетнамский тхиен и дзэн-буддийский монах, настоятель буддийского медитативного центра «Деревня слив» в Тенаке (Франция), автор ряда книг по дзэн-буддизму и по медитативным практикам общебуддийского характера (таким как медитация на дыхании анапанасати и др.).

## Биография

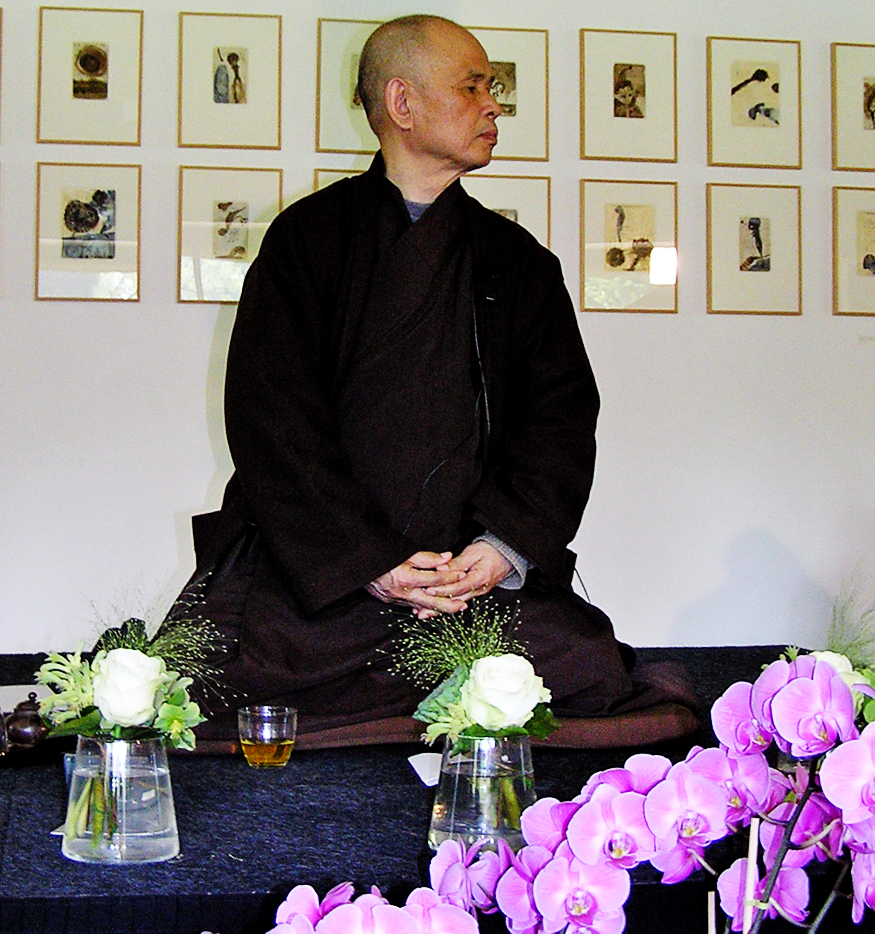
Тхить Нят Хань в Нидерландах, 2006 год.

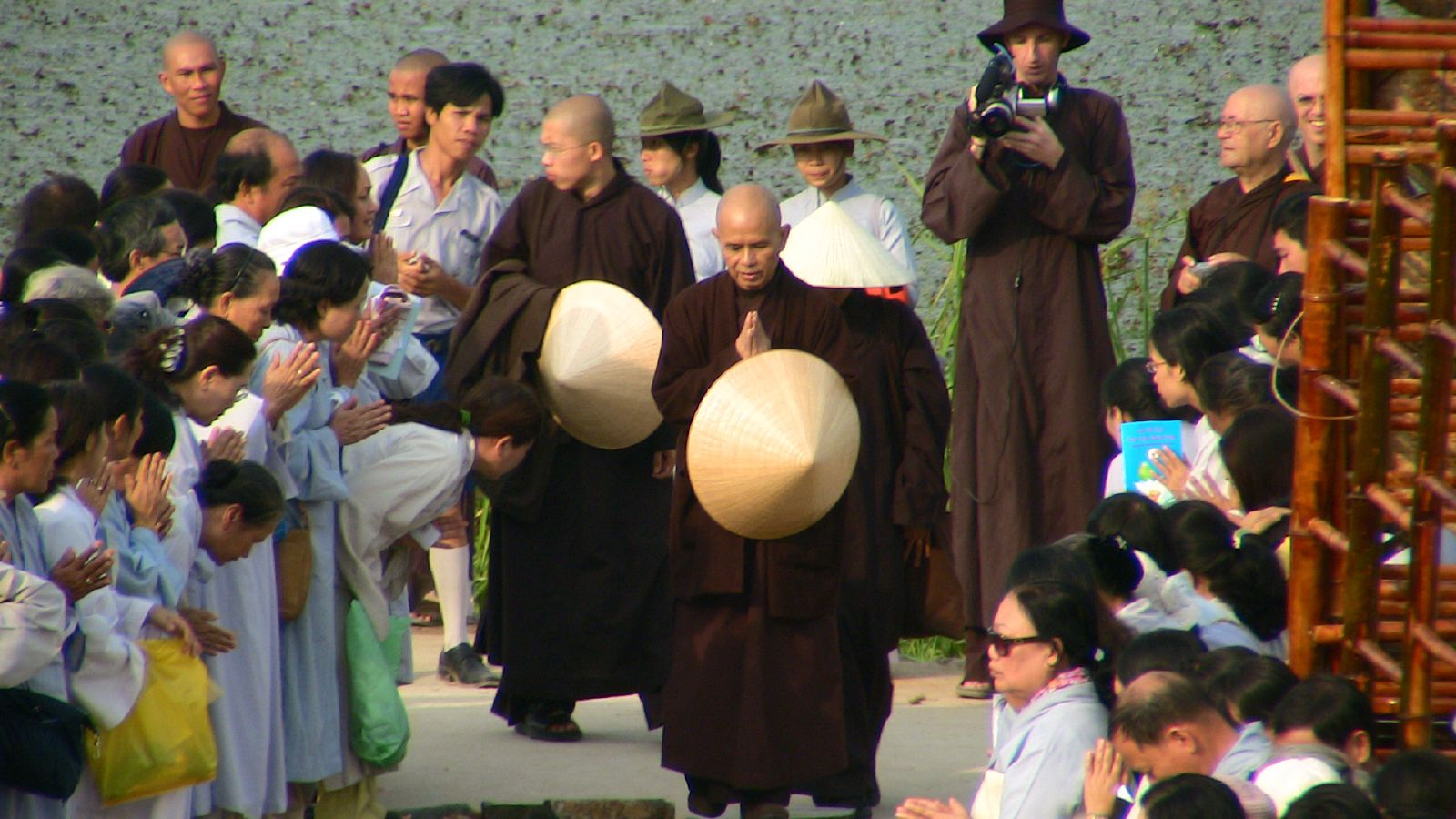
Приезд Тхить Нят Ханя во Вьетнам, 2007 год.

Родился 11 октября 1926 года в центральном Вьетнаме.
В возрасте шестнадцати лет стал послушником в буддийском монастыре школы Тхиен (вьетнамский аналог Дзен). Впоследствии получил полное посвящение монаха (санскр. — бхикшу) и монашеское имя «Phùng Xuân».
В начале 1960-х годов организовал молодёжную школу социальной помощи (SYSS) в Сайгоне. Эта организация занималась восстановлением разрушенных в ходе войны деревень, строительством школ и больниц, помогала бездомным.
Позднее переехал в США, где учился в Принстонском университете, после чего некоторое время читал лекции в Корнеллском и Колумбийском университетах.
В январе 1967 года Мартином Лютером Кингом был выдвинут на получение Нобелевской премии мира, однако не получил её.
В последнее время жил в небольшой буддийской коммуне Plum Village («Деревня Слив») на юге Франции, где преподавал, писал книги и занимался садоводством. Время от времени посещал другие страны (дважды, в 1992 и 1994 годах, посещал Россию).
Вьетнамское правительство разрешило ему посетить страну в 2005 и 2007 годах.
Издал более ста книг, включая больше сорока на английском языке.
На русском языке его книги выходили с 1983 года по 2021.
Находился на третьей строчке списка 100 самых влиятельных духовных лидеров современности за 2012 год и находится на второй строчке того же списка за 2013 год по версии журнала «Watkins' Mind Body Spirit».
Скончался 22 января 2022
года.

## Список произведений, переведённых на русский язык
- Бесстрашие. Мудрость, которая позволит вам пережить бурю.
- Гнев.
- Дорога домой. Иисус и Будда как братья.
- Древний Путь. Белые облака. (Прежний путь, белые облака).
- Живой Будда, живой Христос.
- Жить с миром.
- Как есть осознанно.
- Как любить осознанно.
- Как сидеть осознанно.
- Ключи Дзэн. Преображение и целительство.
- Мир в каждом шаге.
- На одном дыхании. Самоучитель по медитации.
- Ни смерти, ни страха. Ответы из глубины сердца.
- О любви. Настоящее мгновение прекрасно.
- Обретение мира.
- Осознанное питание — осознанная жизнь. Дзэн-буддистский подход к проблеме лишнего веса.
- Подлинная сила, истинная власть.
- Пригоршня тишины. Счастье в четырёх камешках.
- Руководство по медитации при ходьбе.
- Семена внимательности. Практики осознанности для детей.
- Созерцание мысли.
- Солнце — моё сердце.
- Стихи о природе сознания.
- Счастье здесь и сейчас: Ключевые практики развития осознанности.
- Тишина. Спокойствие в мире, полном шума.
- Ум Будды, тело Будды.
- Чудесная внимательность. Руководство по медитации.
- Чудо осознанности.
- Энергия молитвы. Пикник у родного дома.